# Лісняк Василь Андрійович
Васи́ль Андрі́йович Лісня́к — український поет.

## Життєпис
Народився 17 (30) січня 1908 в селі Вербовому (нині Пологівський район Запорізької області).
У 1932 році закінчив робітфак при Київському художньому інституті. Того ж року в журналі «Глобус» з'явився перший вірш Лісняка «Ранок».
Працював у пресі з 1933. Автор збірок «Степові пісні», «Люблю село», «Уміння жити».
На фронті з 1941 року; у бою під Красноградом на Харківщині поранений. Після шпиталю служив писарем у військових частинах в Астрахані та Сталінграді; з 1943 — топообчислювач в артилерійському полку. З червня 1944 працює в редакції дивізійної газети 1-го Українського фронту «За Родину». Брав участь у визволенні Кракова, Домбровського вугільного басейну, в розгромі угрупування під Бреслау. Нагороджений орденом Червоної Зірки та медаллю «За перемогу над Німеччиною».
З 1944 року член Спілки письменників України.
Перша його книжка віршів, «Степові пісні», вийшла 1949 року під редакцією П.Тичини. Творчий доробок Лісняка порівняно невеликий — п'ять поетичних збірок, з яких «Зоряний світанок» побачила світ уже після смерті поета — помер 11 листопада 1963 року.
В Запоріжжі працює бібліотека імені В. Лісняка, у Пологах діє районне літоб'єднання його імені. Ім'я поета носить обласна літературна премія.
Лауреатами премії стали письменники — М. Ласков, В. Ликов, М. Лиходід (посмертно), Г. Лютий, О. Огульчанський, В. Чубенко.